# Parque de Comillas
El Parque de Comillas es un espacio situado en el barrio de Comillas (distrito de Carabanchel) en la ciudad de Madrid (España), entre las calles Antonio de Leyva, Baleares y Miguel Soriano, limitando también con el Colegio Público de Infantil y Primaria (CEIP) Perú. Se trata de un parque con arbolado variado y especies arbustivas que contaba con una pista de fútbol 7 de tierra y sendas pistas de fútbol sala y baloncesto de superficie pavimentada. En el espacio de las pistas pavimentadas se ha celebrado cine de verano durante varios años.

## Historia
En este espacio, en 1935 se produjo un histórico mitin de Manuel Azaña que, según las crónicas disponibles llegó a reunir cerca de medio millón de personas.
Después de la Guerra Civil este espacio fue habilitado como campo de concentración, disponiéndose barracones con tejados de lata, sin agua corriente y baños compartidos para cada cuatro casas. Tras una larga lucha vecinal, el espacio de los antiguos barracones fue habilitado como parque para uso y disfrute de los vecinos del barrio, inaugurándose el 1 de abril de 1979.
Tras la decisión de ubicar en el parque la futura estación de la línea 11 del Metro de Madrid de Comillas, se cambió la entrada de la tuneladora para la realización del túnel de la ampliación de esta línea en el tramo entre Plaza Elíptica y Conde de Casal. En efecto, el proyecto inicial de la ampliación de la línea 11, que no contemplaba una estación en el barrio de Comillas, contemplaba la entrada de la tuneladora por una zona cercana a Conde de Casal para la realización del túnel de la ampliación de la línea 11 en el tramo entre Plaza Elíptica y Conde de Casal. Cuando el proyecto cambió y se incluyó una nueva estación en Comillas se decidió que esta nueva estación de Comillas sería el punto de entrada de la tuneladora, aprovechando el Parque de Comillas para introducir la máquina, hacer acopio de los materiales de construcción y actuar como vertedero de la tierra extraída. Esta decisión ha implicado la tala de 199 árboles y situar una zona de obras a 25 metros del CEIP Perú, centro preferente para alumnado con trastorno del espectro autista.